# Cosme Velho
Cosme Velho is een buurt in de Braziliaanse stad Rio de Janeiro. Cosme Velho ligt op de helling van de Corcovadoberg, tegen het Nationaal park Tijuca. De wijk ligt tussen Botafogo, Santa Teresa en Laranjeiras. De Corcovadotrein vertrekt vanuit Cosme Velho en brengt je naar het monument Christus de Verlosser.
Een bijzonder plein is het Largo do Boticário. Hier staan een aantal herenhuizen in koloniale stijl. Deze werden pas in de jaren 1920-1929 gebouwd uit delen van gesloopte koloniale huizen uit het centrum van de stad. Destijds werden hier grote feesten gehouden maar de huizen zijn nadien vervallen en overwoekerd door begroeiing van het Atlantisch Woud.
Vlak langs dit plein stroomt de rivier, Rio Carioca waar de bewoners van de stad hun bijnaam: de Carioca’s aan ontleend hebben. Het is een van de weinige plekken in de stad waar deze rivier te zien is omdat deze grotendeels ondergronds stroomt.

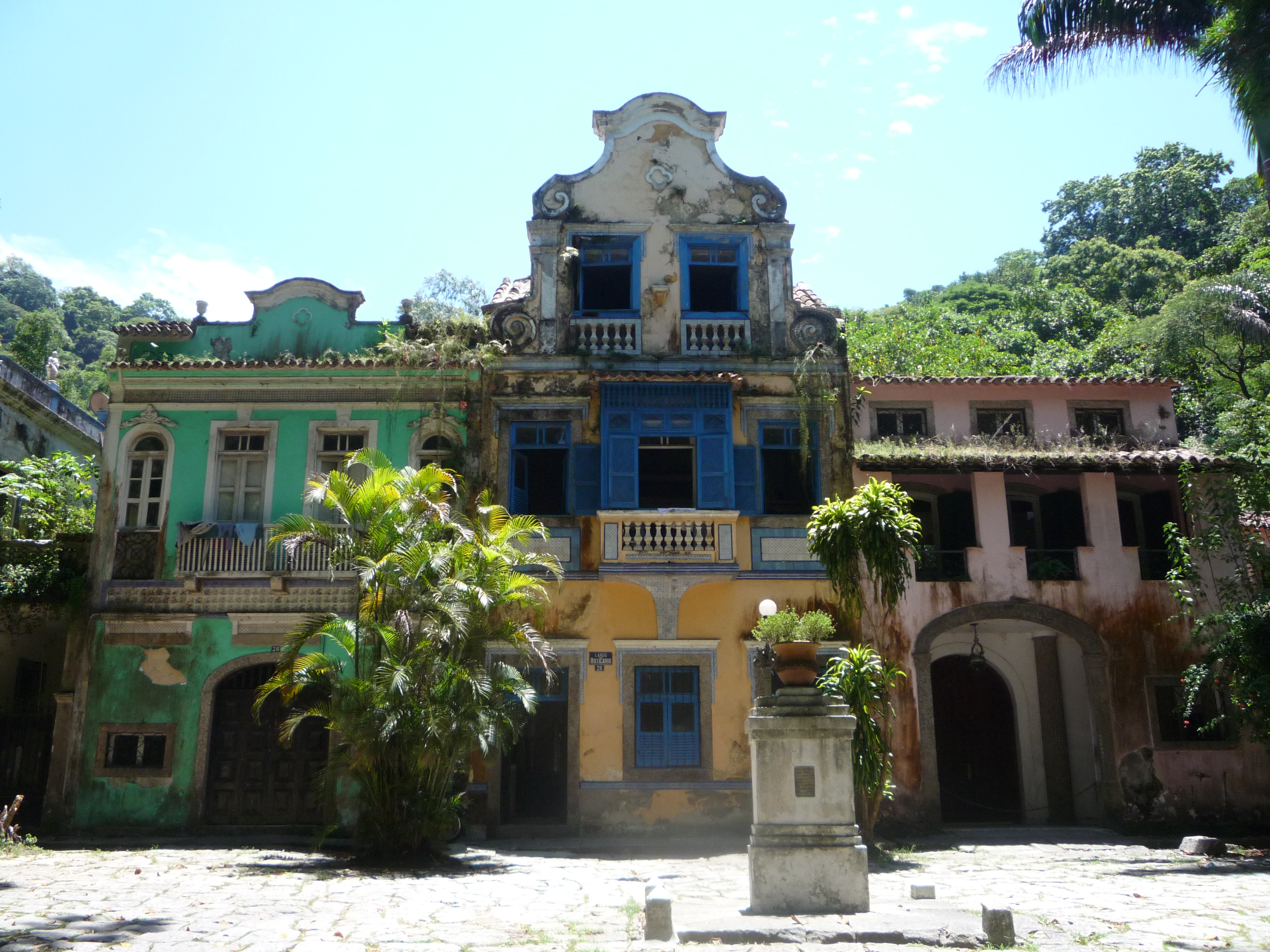
Largo do Boticário
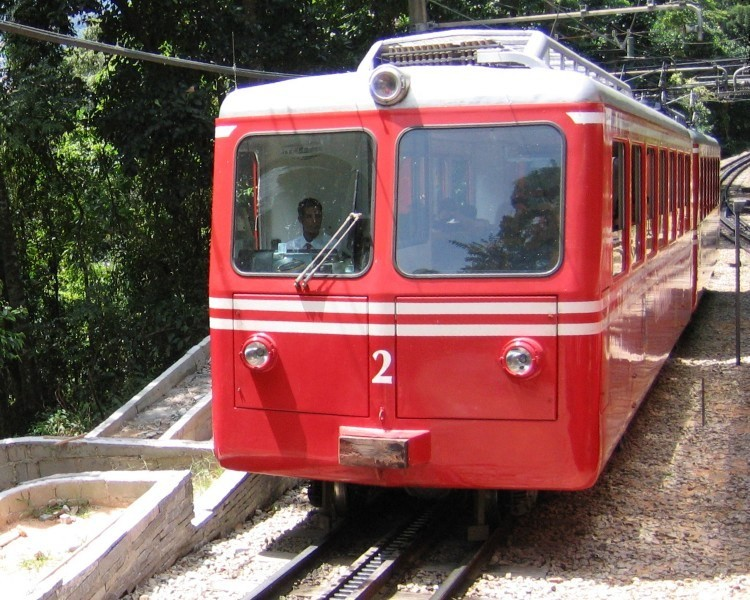
De Corcovadospoorlijn